# شيموس باتلر
شيموس باتلر (بالإنجليزية: Séamus Butler)‏ هو لاعب قذف أيرلندي، ولد في 1980 في Drom, County Tipperary ‏ في جمهورية أيرلندا.